# Tommy Reid (kierowca wyścigowy)
Tommy Reid (ur. 2 sierpnia 1933 roku w Tandragee) – irlandzki kierowca wyścigowy.

## Kariera
Reid rozpoczął międzynarodową karierę w wyścigach samochodowych w 1969 roku od startów w Brytyjskiej Formule 5000. Z dorobkiem pięćdziesięciu punktów uplasował się tam na 48 pozycji w klasyfikacji generalnej. W tym samym roku dołączył do stawki Europejskiej Formuły 2. W późniejszych latach Irlandczyk pojawiał się także w stawce Trophée de France Formule 2, Speed International Trophy, Irlandzkiej Formuły Opel Lotus, Festiwalu Formuły Ford oraz Północnoirlandzkiej Formuły Ford 1600.
W Europejskiej Formule 2 Irlandczyk startował w latach 1969-1970. W pierwszym sezonie startów nie zdobywał punktów. Rok później z dorobkiem jednego punktu uplasował się na osiemnastym miejscu w końcowej klasyfikacji kierowców.